# Gruppo Sportivo Ala Italiana 1944-1945
Questa voce raccoglie le informazioni riguardanti il Gruppo Sportivo Ala Italiana nelle competizioni ufficiali della stagione 1944-1945.

## Rosa
| N. |                   | Ruolo | Calciatore         |
| -- | ----------------- | ----- | ------------------ |
|    | Italia (bandiera) | P     | Pietro Brandani    |
|    | Italia (bandiera) | D     | Romolo Lestini     |
|    | Italia (bandiera) | D     | Antonio Riciniello |
|    | Italia (bandiera) | C     | Romolo Alzani      |
|    | Italia (bandiera) | C     | Antinori           |
|    | Italia (bandiera) | C     | Fernando Paicci    |
|    | Italia (bandiera) | C     | Sala               |
|    | Italia (bandiera) | A     | Lelio Colaneri     |
|    | Italia (bandiera) | A     | Facchini           |

| N. |                   | Ruolo | Calciatore     |
| -- | ----------------- | ----- | -------------- |
|    | Italia (bandiera) | A     | Giusti         |
|    | Italia (bandiera) | A     | Nardecchia     |
|    | Italia (bandiera) | A     | Mormile        |
|    | Italia (bandiera) | A     | Mozzambani     |
|    | Italia (bandiera) | A     | Luigi Perugini |
|    | Italia (bandiera) | A     | Provenzali     |
|    | Italia (bandiera) | A     | Pericca        |
|    | Italia (bandiera) | A     | Sciamanna      |